# Уютний
Ую́тний (рос. Уютный) — селище у складі Соль-Ілецького міського округу Оренбурзької області, Росія.

## Населення
Населення — 66 осіб (2010; 93 у 2002).
Національний склад (станом на 2002 рік):
- казахи — 95 %